# Hannes Minich

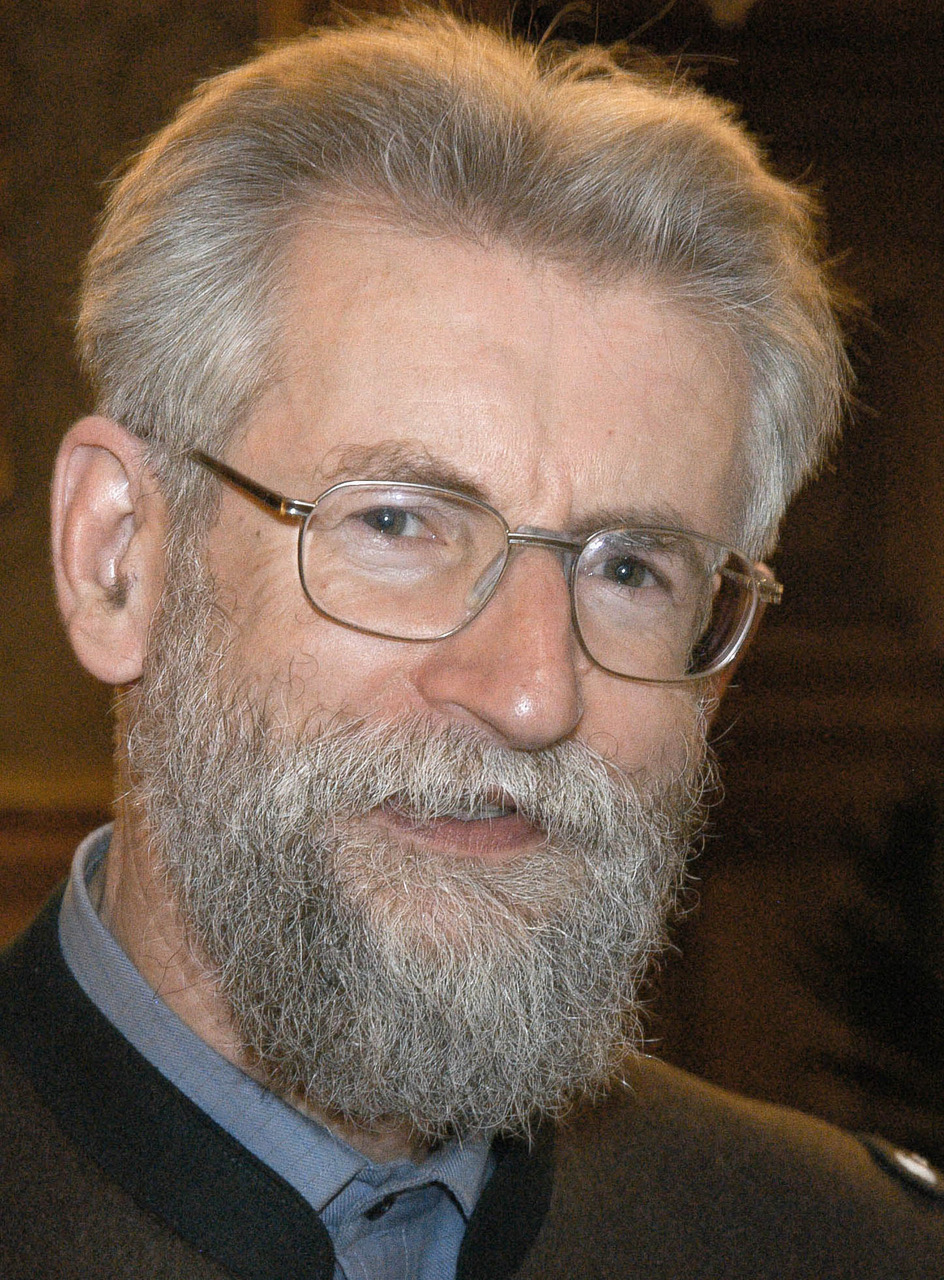
Hannes Minich (2006)

Hannes Minich (* 16. April 1946 in Budweis; † 16. August 2017) war ein österreichischer Naturschützer, Präsident der Wiener Landesgruppe des Naturschutzbundes Österreichs und pensionierter Oberförster der Stadt Wien.

## Leben
Minich wurde in der Tschechoslowakei als Sohn deutscher Eltern geboren. Nach dem Tod seines Vaters zog er, im Alter von 14 Jahren, gemeinsam mit seiner Mutter nach Österreich, wo er sich an der Forstfachschule in Gainfarn zum Förster ausbilden ließ und dann in Neuwaldegg Forstadjunkt wurde. Er engagierte sich ab 1973 bei der Jungen Generation der SPÖ und im Naturschutzbund Österreich und leitete von 1974 bis 1978 die Umweltschutzabteilung der Stadt Wien. In dieser Funktion erwirkte er unter anderem den Schutz-Status des Arboretums des sogenannten Kraus-Besitzes (Naturdenkmal Nr. 636), und des Wienerbergteich und Umgebung (Naturdenkmal Nr. 639). Außerdem stellte er zahlreiche Bauvorhaben prominenter Personen im Wald- und Wiesengürtel der Stadt Wien ein, was im letztlich eine Versetzung als Förster nach Lainz einbrachte. Parallel dazu stieg er in der Wiener Landesgruppe des Naturschutzbundes zum Präsidenten auf und wirkte fortan aus dieser Funktion. Er setzte sich aktiv für den Schutz der Lobau, der Steinhofgründe, des Schafberges und zahlreicher anderer Naturschätze, zuletzt neuerlich für den Schutz der Lobau und gegen den Bau der Lobau-Autobahn, ein. Mediales Aufsehen erregte auch ein Schlagabtausch mittels öffentlicher Briefe zwischen Hannes Minich und Friedensreich Hundertwasser zur Neugestaltung der Müllverbrennungsanlage Spittelau.

## Tod
Hannes Minich starb am 16. August 2017 bei einer Bergwanderung an einem Herzinfarkt. Er wurde eingeäschert und seine Urne am 12. September 2017 am Friedhof Hernals im Familiengrab beigesetzt.

## Ehrungen

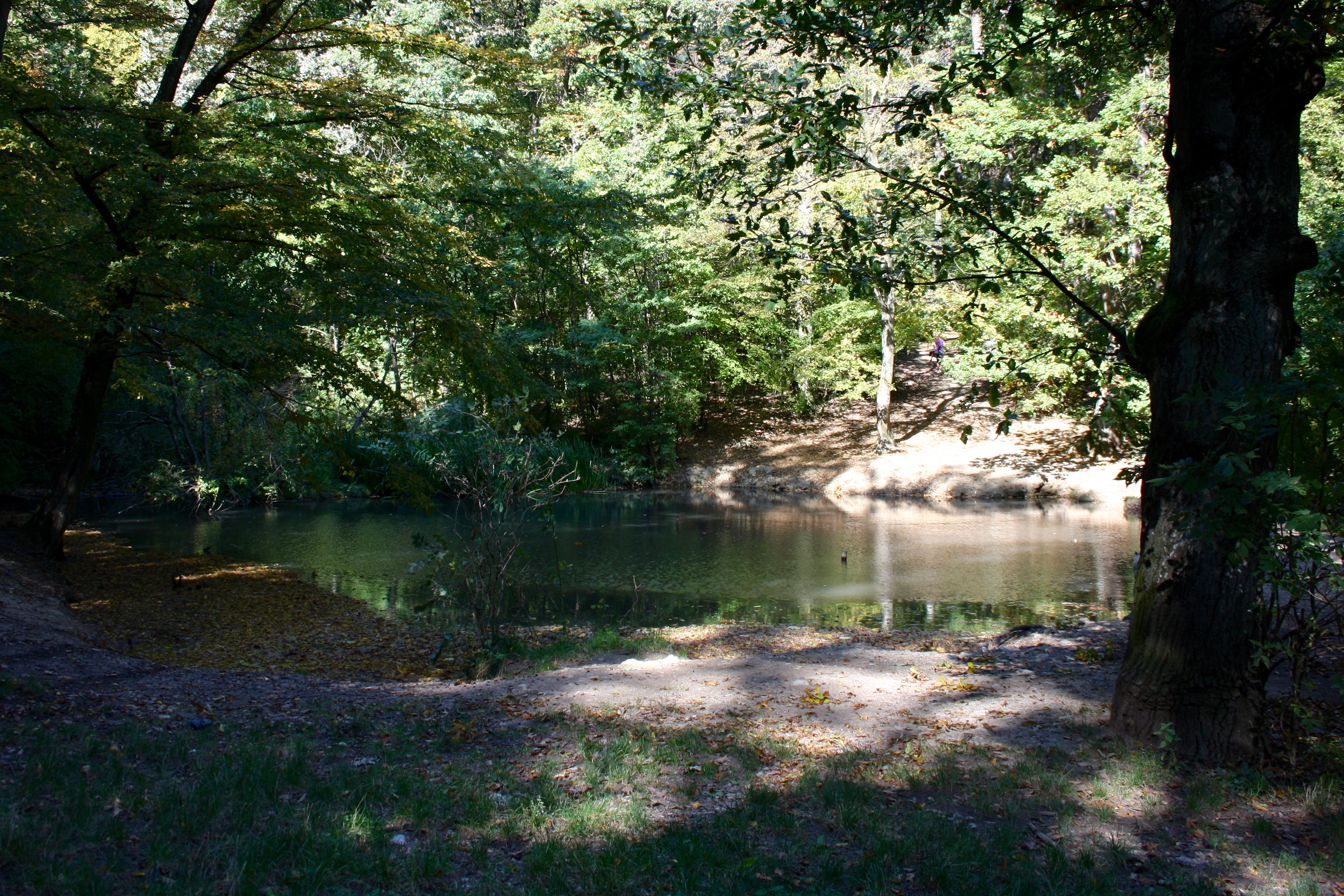
Die Minichlacke im Maurer Wald (2017)

- Nach Hannes Minich ist die Minichlacke im Maurer Wald benannt.[14]
- Goldener Löwe der Casinos Austria für die Initiative zur Rettung von Wiener Parks[15]
- Am 3. Juni 2019 wurde in Liesing, nahe dem Pappelteich, ein Gedenkstein an Hannes Minich enthüllt.[12]Hannes Minich Gedenkstein in Wien, Liesing (2019)Detailaufnahme der Bild- und Textplatte am Gedenkstein (2019)

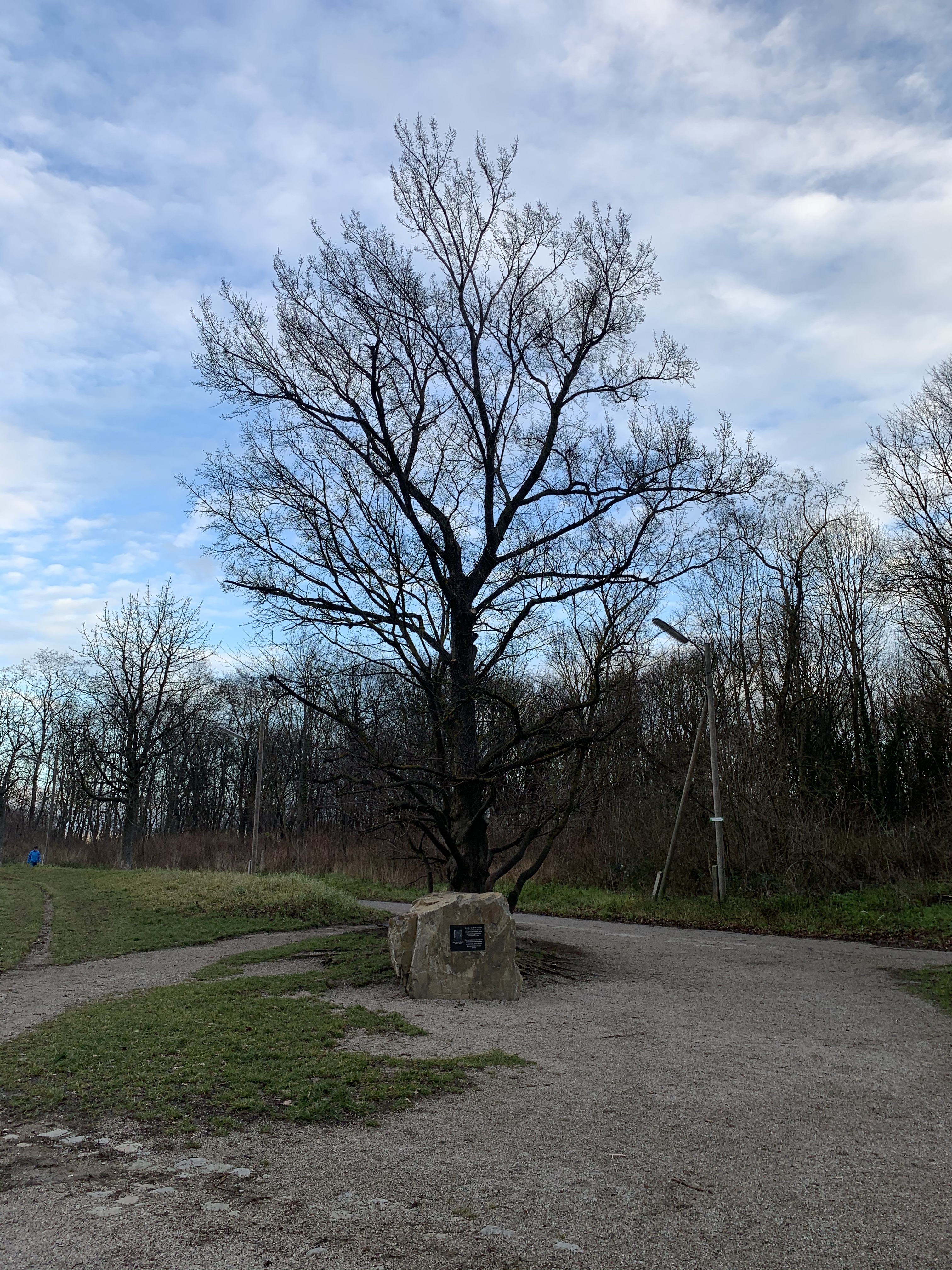
Hannes Minich Gedenkstein in Wien, Liesing (2019)

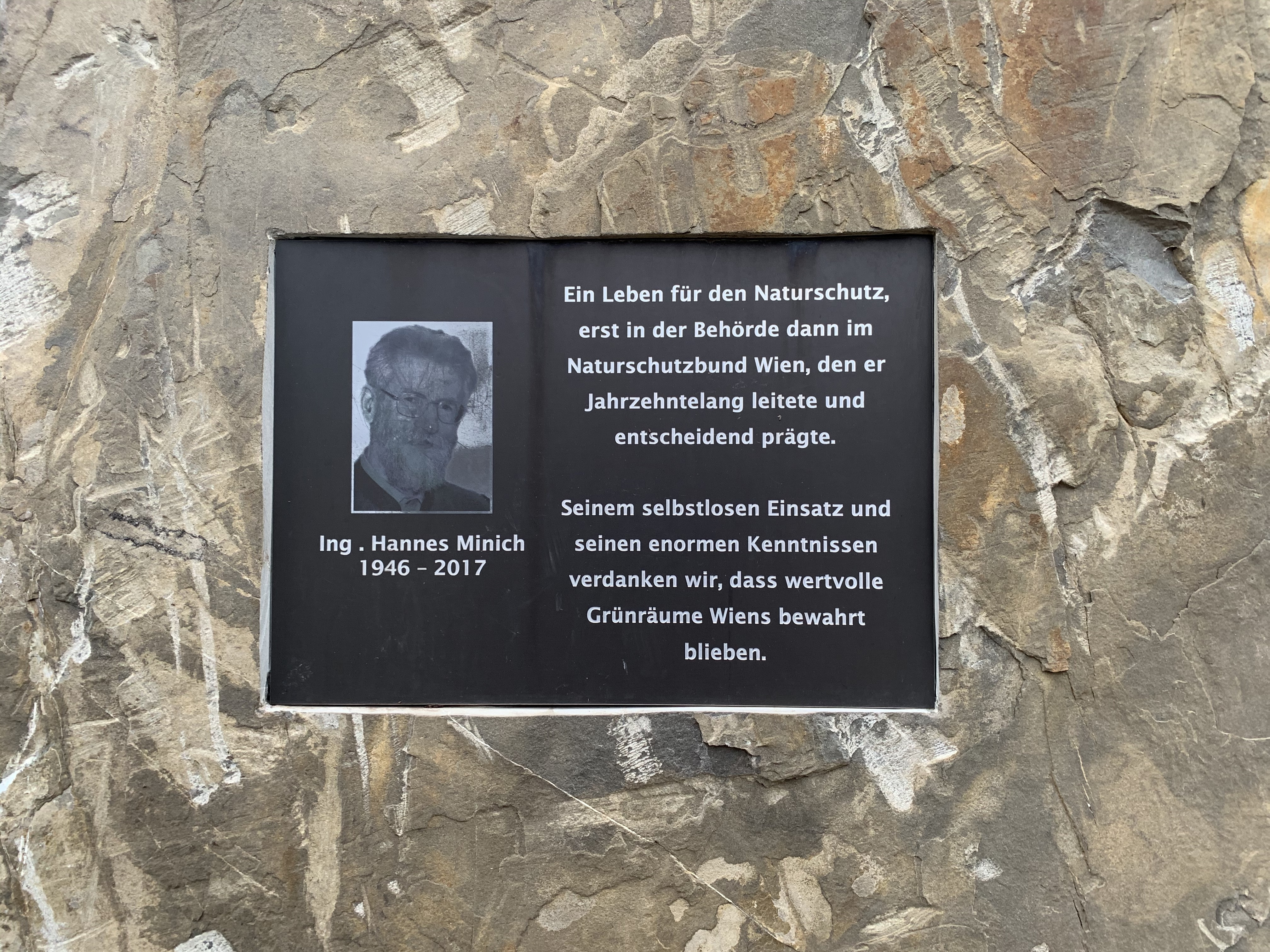
Detailaufnahme der Bild- und Textplatte am Gedenkstein (2019)